# FK Dinamo Minsk
O Football Club Dinamo Minsk (em bielorrusso, Футбольны клуб Дынама Мінск - Futbolny Klub Dynama Minsk) é o principal clube da atual Bielorrússia, sendo o único time do país a ter disputado a divisão principal do extinto campeonato soviético, do qual venceu a edição de 1982.

## História
Foi criado em 1927 e em 1954 foi fechado, sendo reaberto no mesmo ano como Spartak Minsk. Cinco anos depois, adotaria o nome de Belarus Minsk, adotando o "Dinamo" no nome em 1962. Com a conquista do campeonato soviético de 1982, classificou-se pela primeira vez para um campeonato europeu, a Copa dos Campeões da UEFA - atual Liga dos Campeões -, na temporada 83/84. O atleta do clube Viktor Sokol terminaria como artilheiro daquela edição. A vitrine do título e da competição européia permitiu que jogadores bielorrussos passassem a integrar a Seleção Soviética em torneios oficiais da FIFA: no time campeão de 1982, jogavam Syarhey Aleynikaw, Syarhey Hotsmanaw, Syarhey Barowski e Andrey Zyhmantovich.
Após a independência da Bielorrússia com a desintegração da União Soviética, tornou-se o maior vencedor do campeonato local, com sete títulos, o último em 2004. Venceria ainda a Copa da Bielorrússia por três oportunidades (1992, 1994 e 2003).
Na temporada 2015-2016, o time bielorrusso enfrentou duas pré-eliminatórias antes de chegar a fase de grupos. Na segunda eliminatória, o clube enfrentou o Cherno More Varna, da Bulgária, empatando fora de casa por 1x1 e goleando em casa por 4x0. Na terceira pré-eliminatória, os bielorrussos passaram sobre o Zürich, da Suíça, com uma vitória mínima fora de casa e com um empate na prorrogação por 1x1 jogando em seus domínios. Na fase de grupos, o clube de Minsk enfrenta o Villareal, da Espanha, o Viktoria Plzeň, da República Tcheca, e o Rapid Wien, da Áustria.

## Títulos

### União Soviética
Campeonato Soviético
- Vencedor (1): 1982

Campeonato RSS da Bielorrússia
- Vencedor (8):1937, 1938, 1939, 1945, 1951, 1953, 1956, 1975

Copa da RSS da Bielorrússia
- Vencedor (2): 1936, 1940

### República da Belarus
Vysshaya Liga
- Vencedor (9): 1992 , 1992–93 , 1993–94 , 1994–95 , 1995 , 1997 , 2004 , 2023 , 2024

Copa da Bielorrússia
- Vencedor (3): 1992, 1993/94, 2002/03

## Elenco Atual
Atualizado em 7 de março de 2017.
Legenda
- Capitão

## Jogadores notáveis
- Syarhey Aleynikaw
- Syarhey Hotsmanaw
- Syarhey Barowski
- Andrey Zyhmantovich
- Anatoly Baydachny
- Valentin Belkevich
- Syarhey Hurenka
- Georgi Kondratiev
- Yuri Kurnenin
- Eduard Malofeyev
- Aleksandr Prokopenko
- Viktor Sokol
- Mikhail Mustygin
- Yuri Trukhan
- Andrey Razin

## Galeria de imagens

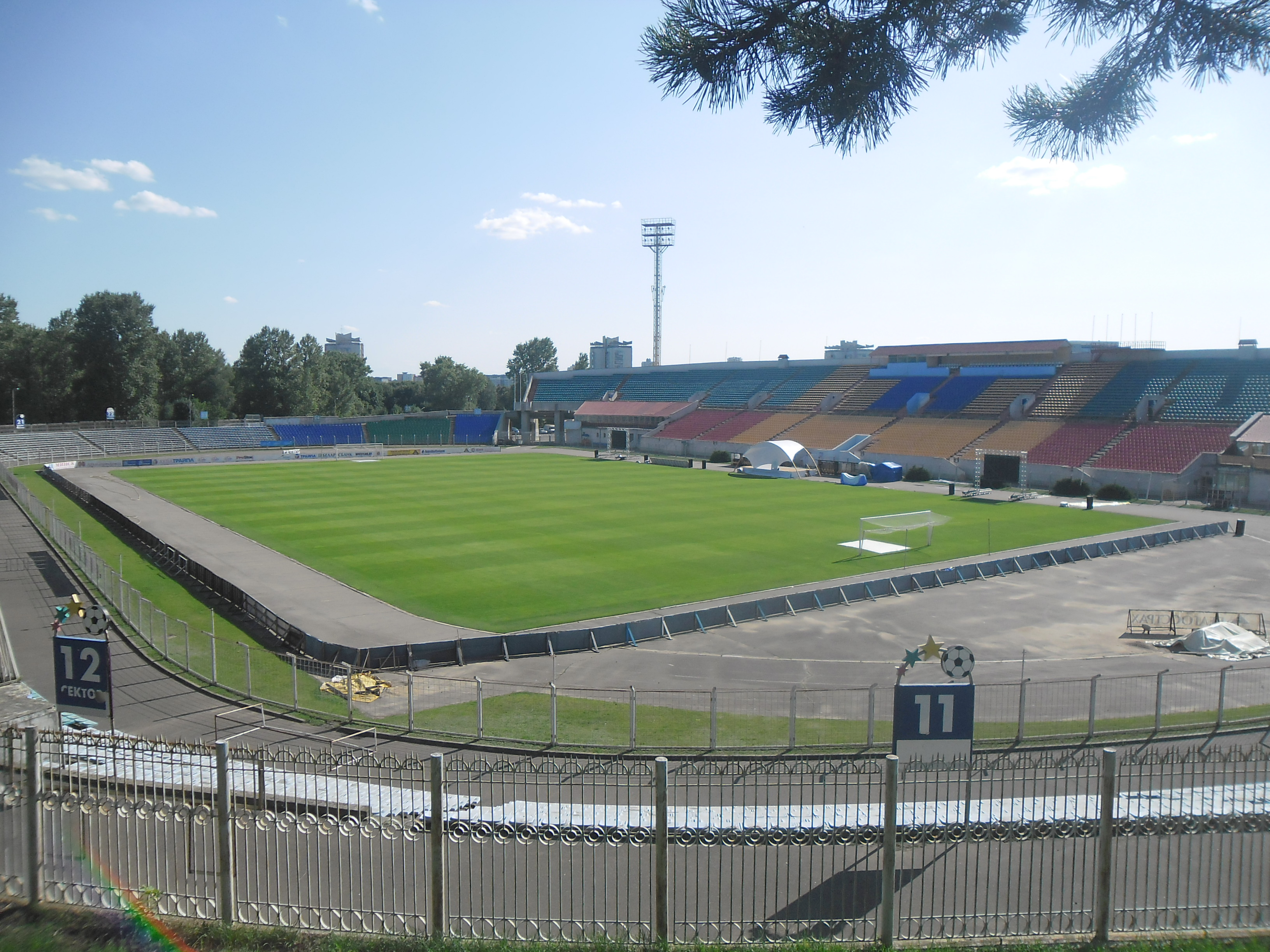
O Traktar Stadium.
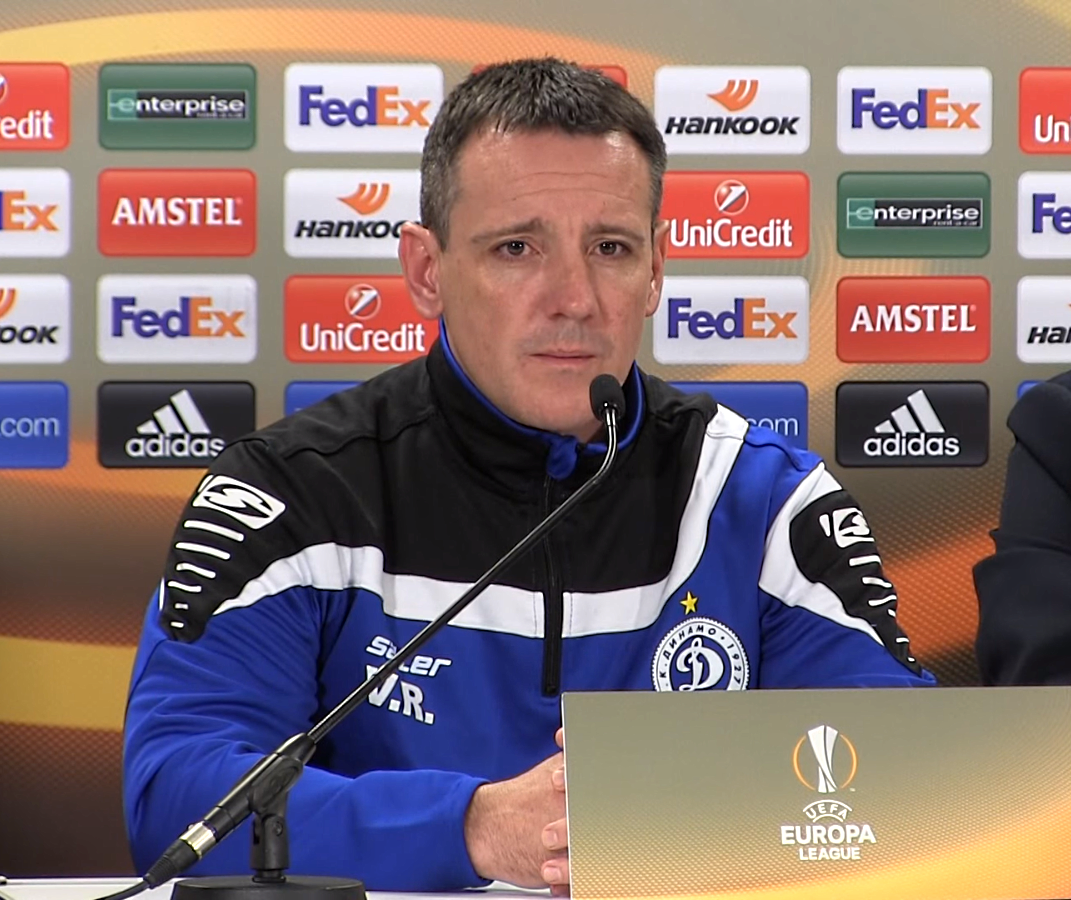
Vuk Rašović, atual técnico do Dinamo.